# Ibsley
Ibsley är en by i civil parish Ellingham, Harbridge and Ibsley, i distriktet New Forest, i grevskapet Hampshire i England. Byn är belägen 5 km från Fordingbridge. Ibsley var en civil parish fram till 1932 när blev den en del av Harbridge and Ibsley. Civil parish hade 228 invånare år 1931. Byn nämndes i Domedagsboken (Domesday Book) år 1086, och kallades då Tibeslei.